# Магадхи
Мага́дхи — восточный диалект пракрита, называемый также одной из ветвей его палийской формы; язык, возможно, бывший в употреблении первой волны арийской миграции и первоначально достигавший северо-западных окраин Индии, откуда был вытеснен второй волной мигрантов, говоривших на шаурасени. Имел распространение в области Видеха-Магадха (Videha-Magadha) в Индии. По мнению ирландского филолога Джорджа Абрахама Грирсона, был основой всех восточных диалектов: развился в бенгальский язык на севере, в ассамский язык на северо-востоке и в язык ория на юге.